# Walter Außerdorfer
Walter Außerdorfer (ur. 18 kwietnia 1939 w Tiers, zm. 27 października 2019 tamże) – włoski saneczkarz startujący w jedynkach i dwójkach, brązowy medalista igrzysk olimpijskich.

## Kariera
Największy sukces w karierze Außerdorfer osiągnął w 1964 roku, kiedy razem z Sigisfredo Mairem zdobył brązowy medal w dwójkach podczas igrzysk olimpijskich w Innsbrucku. Na tych samych igrzyskach był też szesnasty w jedynkach; były to jego jedyne starty olimpijskie. Był też między innymi dziewiąty w jedynkach i dwójkach podczas mistrzostw świata w Davos w 1965 roku.
Po zakończeniu kariery prowadził hotel w rodzinnym Tiers. Był też radnym w tej miejscowości.